# 쿠리스 유키나
쿠리스 유키나(일본어: 栗栖 ゆきな, 1977년 11월 10일 ~ )는 일본의 배우이다.

## 출연작

### TV 드라마
- 1996년 ~ 1997년 비 파이터 카부토 - 아유카와 란 역